# Typhlogastrura atlantea
Typhlogastrura atlantea är en urinsektsart som först beskrevs av Hermann Gisin 1951.  Typhlogastrura atlantea ingår i släktet Typhlogastrura och familjen Hypogastruridae. Inga underarter finns listade i Catalogue of Life.